# Schriftguß AG
Die Schriftguß AG, auch Schriftguß KG, war eine Schriftgießerei in Dresden, die Ende der 1890er unter dem Namen Gießerei Brüder Butter bekannt und 1951 im VEB Typoart verstaatlicht wurde.

## Geschichte
Otto Ludwig Bechert gründete 1889 eine Schriftgießerei in Dresden, die 1890 oder 1892 von den Gebrüdern Butter übernommen wurde. Das Unternehmen befand sich erst in der Großenhainer Straße 92, später in der Großenhainer Straße 9 in Dresden.
Zwischen 1922 und 1937 war die Schriftguß eine Aktiengesellschaft, ab 1937 eine Kommanditgesellschaft (KG). Ab 1933 war kein Familienmitglied der Familie Butter mehr Teil des Unternehmensvorstands. Nach dem Zweiten Weltkrieg wurde die Firma verstaatlicht und fungierte bis 1951 unter dem Namen Schriftguß Dresden VEB. 1951 ging die Firma gemeinsam mit der Schriftgießerei Schelter & Giesecke im VEB Typoart auf.
Mit der Super Grotesk entwarf Arno Drescher 1932 für die Schriftguß AG eine Schrift, die eine der wichtigsten Schriften der DDR wurde.
Einige Schriften der Schriftguß AG stammten aus Tauschen mit anderen Schriftgießereien (Barnhart Bros. & Spindler, Ludwig & Mayer, Wagner & Schmidt) oder externen Schriftkünstlern (Benjamin Krebs, Wilhelm Wöllmer).

## Schriften
Eine Auswahl von Schriften der Schriftguß AG:
- Arpke Antiqua (1928, Otto Arpke)
- Fournier geperlt (1922, Peter A. Demeter)
- Hellerau Type (1928, Georg Mendelssohn)[3][4]
- Luxor (1934, Paul Sinkwitz)
- Minister Antiqua (1929, Carl Albert Fahrenwaldt)
- Super Grotesk (1932, Arno Drescher)
- Thannhaeuser Schrift (1929, Herbert Thannhaeuser)
- Zeus (1931, Jan Tschichold)

Schriften anderer Gießereien:
- Cooper (Barnhart Bros. & Spindler)
- Hölderlin/Walhalla, National, Welt Antiqua/Ultra (Ludwig & Mayer)
- Marko, Mimosa (C.E. Weber)
- Elegant, Gilden Fraktur, Lohengrin, Piccadilly (Wilhelm Woellmer)